# Royaume de Lazique
Ier siècle av. J.-C. – VIIe siècle
Entités précédentes :
- Colchide

Entités suivantes :
- Royaume d'Abkhazie

Le royaume de Lazique, souvent simplifié en Lazique, ou encore Égrisi, est un ancien royaume situé dans l'ouest de la Géorgie entre le Ier siècle av. J.-C. et le VIIe siècle. Il est situé sur une large partie de l'ancien royaume de Colchide, dont il est souvent désigné comme successeur après son intégration dans l'Empire romain. Durant une large partie de son existence, le Lazique était un protectorat de l'Empire byzantin.

## Histoire
Durant la période byzantine, le royaume de Colchide cède la place à l'expression « Lazique ». La période romaine-byzantine est marquée par l'hellénisation des populations côtières en termes de langue, d'économie et de culture. Par exemple, depuis le début du IIIe siècle, l'Académie philosophique gréco-latine de Phasis, aujourd'hui Poti, est connue dans tout l'Empire romain. Les populations de l'intérieur montagneux, en revanche, gardent leur langue laze.
Au début du IIIe siècle, le Lazicum romain reçoit un certain degré d'autonomie, qui à la fin du siècle aboutit à une pleine indépendance, avec la formation d'un nouveau royaume de Lazique, couvrant les régions actuelles de Mingrélie, Adjarie, Gourie et Abkhazie, outre de petites principautés comme celles des Zanes, Svanes, Apsyles et Sanygues.
Au milieu du IVe siècle, le Lazique adopte le christianisme comme religion officielle. Cet événement a été précédé par l'arrivée de l'apôtre Simon le Cananéen, ou Kananaios en grec, qui prêche partout en langue laze, et meurt à Suaniri (Lazique occidentale). La première conversion importante au christianisme serait due à Tzath Ier, roi des Lazes, en Colchide, en 520.
Au début du Moyen Âge (VIe siècle), le royaume de Lazique, dans cette région de la mer Noire sur l'actuelle frontière turco-géorgienne, joue un rôle non négligeable de tampon ou de rempart dans les conflits entre l'Empire romain d'Orient (byzantin), désormais de religion chrétienne, et la Perse sassanide. Le roi perse Khosro Ier (531-579) envahit le Lazique en 541, emportant Pétra. Le royaume de Lazique survit cependant encore plus de 20 ans, jusqu'en 562, lorsqu'il est absorbé par l'Empire byzantin.[réf. nécessaire] L'incorporation du Lazique, avec le royaume d'Abkhazie, dans l'Empire byzantin, est suivie par 50 années de stabilité relative, qui cessent en début du VIIe siècle, quand les Arabes apparaissent dans la zone comme une nouvelle puissance régionale.

## Souverains
- vers 131 : Malassas (ka), placé sur le trône par Antonin le Pieux ;
- 456-466 : Gubazès ou Goubaz Ier ;
- 466-522 : Damnazès ;
- 522-540 : Tzath ou Tsaté Ier ;
- 540-554 : Gubazès ou Goubaz II, fils du précédent. Assassiné par des stratèges byzantins ;
- 554-561 : Tzath ou Tsaté II, frère du précédent. Abandonna le titre de roi de Lazique pour celui de roi d'Egrissie/Egrissi/Egris ;
- 561-562 : Barouk (ou Bakur ?), également prince d'Abkhazie.[réf. nécessaire]

À partir de la seconde moitié du VIIe siècle, les dirigeants lazes sont reconnus comme Patrices de Lazique. Parmi eux :
- 663-664 : Grégoire, première fois ;
- 664-665 : Lebarnuk (uk) ;
- 665-691 : Grégoire, seconde fois ;
  - 675-691 : Barnouk II.

| Gubazès Ier Roi de Lazique (v. 456 - après 466) abdique en 456, restauré en 466 |                                                                       |                                                                       |                                                                       |                                                                       |                                                                       |  |  |                                               |                                               |                                               |                                               |                                               |                                               |                                           |                                           |                                                        |                                                        |                                                        |                                                        |                                                        |                                                        |  |  |          |          |          |          |          |          |  |  |  |  |  |  |  |  |  |  |  |  |  |  |  |  |
|                                                                                 |                                                                       |                                                                       |                                                                       |                                                                       |                                                                       |  |  |                                               |                                               |                                               |                                               |                                               |                                               |                                           |                                           |                                                        |                                                        |                                                        |                                                        |                                                        |                                                        |  |  |          |          |          |          |          |          |  |  |  |  |  |  |  |  |  |  |  |  |  |  |  |  |
|                                                                                 |                                                                       |                                                                       |                                                                       |                                                                       |                                                                       |  |  |                                               |                                               |                                               |                                               |                                               |                                               |                                           |                                           |                                                        |                                                        |                                                        |                                                        |                                                        |                                                        |  |  |          |          |          |          |          |          |  |  |  |  |  |  |  |  |  |  |  |  |  |  |  |  |
| ? co-roi avec son père (v. 456) puis Roi de Lazique (après 456 - 466)           | ? co-roi avec son père (v. 456) puis Roi de Lazique (après 456 - 466) | ? co-roi avec son père (v. 456) puis Roi de Lazique (après 456 - 466) | ? co-roi avec son père (v. 456) puis Roi de Lazique (après 456 - 466) | ? co-roi avec son père (v. 456) puis Roi de Lazique (après 456 - 466) | ? co-roi avec son père (v. 456) puis Roi de Lazique (après 456 - 466) |  |  | <= ? =>                                       | <= ? =>                                       |                                               |                                               | Damnazès Roi de Lazique (après 466 - 522)     | Damnazès Roi de Lazique (après 466 - 522)     | Damnazès Roi de Lazique (après 466 - 522) | Damnazès Roi de Lazique (après 466 - 522) | Damnazès Roi de Lazique (après 466 - 522)              | Damnazès Roi de Lazique (après 466 - 522)              |                                                        |                                                        |                                                        |                                                        |  |  |          |          |          |          |          |          |  |  |  |  |  |  |  |  |  |  |  |  |  |  |  |  |
| ? co-roi avec son père (v. 456) puis Roi de Lazique (après 456 - 466)           | ? co-roi avec son père (v. 456) puis Roi de Lazique (après 456 - 466) | ? co-roi avec son père (v. 456) puis Roi de Lazique (après 456 - 466) | ? co-roi avec son père (v. 456) puis Roi de Lazique (après 456 - 466) | ? co-roi avec son père (v. 456) puis Roi de Lazique (après 456 - 466) | ? co-roi avec son père (v. 456) puis Roi de Lazique (après 456 - 466) |  |  | <= ? =>                                       | <= ? =>                                       |                                               |                                               | Damnazès Roi de Lazique (après 466 - 522)     | Damnazès Roi de Lazique (après 466 - 522)     | Damnazès Roi de Lazique (après 466 - 522) | Damnazès Roi de Lazique (après 466 - 522) | Damnazès Roi de Lazique (après 466 - 522)              | Damnazès Roi de Lazique (après 466 - 522)              |                                                        |                                                        |                                                        |                                                        |  |  |          |          |          |          |          |          |  |  |  |  |  |  |  |  |  |  |  |  |  |  |  |  |
|                                                                                 |                                                                       |                                                                       |                                                                       |                                                                       |                                                                       |  |  |                                               |                                               |                                               |                                               |                                               |                                               |                                           |                                           |                                                        |                                                        |                                                        |                                                        |                                                        |                                                        |  |  |          |          |          |          |          |          |  |  |  |  |  |  |  |  |  |  |  |  |  |  |  |  |
|                                                                                 |                                                                       |                                                                       |                                                                       |                                                                       |                                                                       |  |  |                                               |                                               |                                               |                                               |                                               |                                               |                                           |                                           |                                                        |                                                        |                                                        |                                                        |                                                        |                                                        |  |  |          |          |          |          |          |          |  |  |  |  |  |  |  |  |  |  |  |  |  |  |  |  |
| Valeriana fille de Nomus/Oninus patricien et curopalate                         | Valeriana fille de Nomus/Oninus patricien et curopalate               | Valeriana fille de Nomus/Oninus patricien et curopalate               | Valeriana fille de Nomus/Oninus patricien et curopalate               | Valeriana fille de Nomus/Oninus patricien et curopalate               | Valeriana fille de Nomus/Oninus patricien et curopalate               |  |  | Tzath Ier Roi de Lazique (v. 522 – après 527) | Tzath Ier Roi de Lazique (v. 522 – après 527) | Tzath Ier Roi de Lazique (v. 522 – après 527) | Tzath Ier Roi de Lazique (v. 522 – après 527) | Tzath Ier Roi de Lazique (v. 522 – après 527) | Tzath Ier Roi de Lazique (v. 522 – après 527) |                                           |                                           | Opsites Prince d'Abkhazie (de l'est) (après 541 - 550) | Opsites Prince d'Abkhazie (de l'est) (après 541 - 550) | Opsites Prince d'Abkhazie (de l'est) (après 541 - 550) | Opsites Prince d'Abkhazie (de l'est) (après 541 - 550) | Opsites Prince d'Abkhazie (de l'est) (après 541 - 550) | Opsites Prince d'Abkhazie (de l'est) (après 541 - 550) |  |  | Theodora | Theodora | Theodora | Theodora | Theodora | Theodora |  |  |  |  |  |  |  |  |  |  |  |  |  |  |  |  |
| Valeriana fille de Nomus/Oninus patricien et curopalate                         | Valeriana fille de Nomus/Oninus patricien et curopalate               | Valeriana fille de Nomus/Oninus patricien et curopalate               | Valeriana fille de Nomus/Oninus patricien et curopalate               | Valeriana fille de Nomus/Oninus patricien et curopalate               | Valeriana fille de Nomus/Oninus patricien et curopalate               |  |  | Tzath Ier Roi de Lazique (v. 522 – après 527) | Tzath Ier Roi de Lazique (v. 522 – après 527) | Tzath Ier Roi de Lazique (v. 522 – après 527) | Tzath Ier Roi de Lazique (v. 522 – après 527) | Tzath Ier Roi de Lazique (v. 522 – après 527) | Tzath Ier Roi de Lazique (v. 522 – après 527) |                                           |                                           | Opsites Prince d'Abkhazie (de l'est) (après 541 - 550) | Opsites Prince d'Abkhazie (de l'est) (après 541 - 550) | Opsites Prince d'Abkhazie (de l'est) (après 541 - 550) | Opsites Prince d'Abkhazie (de l'est) (après 541 - 550) | Opsites Prince d'Abkhazie (de l'est) (après 541 - 550) | Opsites Prince d'Abkhazie (de l'est) (après 541 - 550) |  |  | Theodora | Theodora | Theodora | Theodora | Theodora | Theodora |  |  |  |  |  |  |  |  |  |  |  |  |  |  |  |  |
|                                                                                 |                                                                       |                                                                       |                                                                       |                                                                       |                                                                       |  |  |                                               |                                               |                                               |                                               |                                               |                                               |                                           |                                           |                                                        |                                                        |                                                        |                                                        |                                                        |                                                        |  |  |          |          |          |          |          |          |  |  |  |  |  |  |  |  |  |  |  |  |  |  |  |  |
|                                                                                 |                                                                       |                                                                       |                                                                       |                                                                       |                                                                       |  |  |                                               |                                               |                                               |                                               |                                               |                                               |                                           |                                           |                                                        |                                                        |                                                        |                                                        |                                                        |                                                        |  |  |          |          |          |          |          |          |  |  |  |  |  |  |  |  |  |  |  |  |  |  |  |  |
|                                                                                 |                                                                       |                                                                       |                                                                       |                                                                       |                                                                       |  |  |                                               |                                               |                                               |                                               |                                               |                                               |                                           |                                           |                                                        |                                                        |                                                        |                                                        |                                                        |                                                        |  |  |          |          |          |          |          |          |  |  |  |  |  |  |  |  |  |  |  |  |  |  |  |  |
| Gubazès II Roi de Lazique (v. 541 - 555)                                        | Gubazès II Roi de Lazique (v. 541 - 555)                              | Gubazès II Roi de Lazique (v. 541 - 555)                              | Gubazès II Roi de Lazique (v. 541 - 555)                              | Gubazès II Roi de Lazique (v. 541 - 555)                              | Gubazès II Roi de Lazique (v. 541 - 555)                              |  |  | Tzath II Roi de Lazique (555 - après 561)     | Tzath II Roi de Lazique (555 - après 561)     | Tzath II Roi de Lazique (555 - après 561)     | Tzath II Roi de Lazique (555 - après 561)     | Tzath II Roi de Lazique (555 - après 561)     | Tzath II Roi de Lazique (555 - après 561)     |                                           |                                           | Tzath Prince de Suanie (v. 564)                        | Tzath Prince de Suanie (v. 564)                        | Tzath Prince de Suanie (v. 564)                        | Tzath Prince de Suanie (v. 564)                        | Tzath Prince de Suanie (v. 564)                        | Tzath Prince de Suanie (v. 564)                        |  |  |          |          |          |          |          |          |  |  |  |  |  |  |  |  |  |  |  |  |  |  |  |  |